# Cámara legislativa

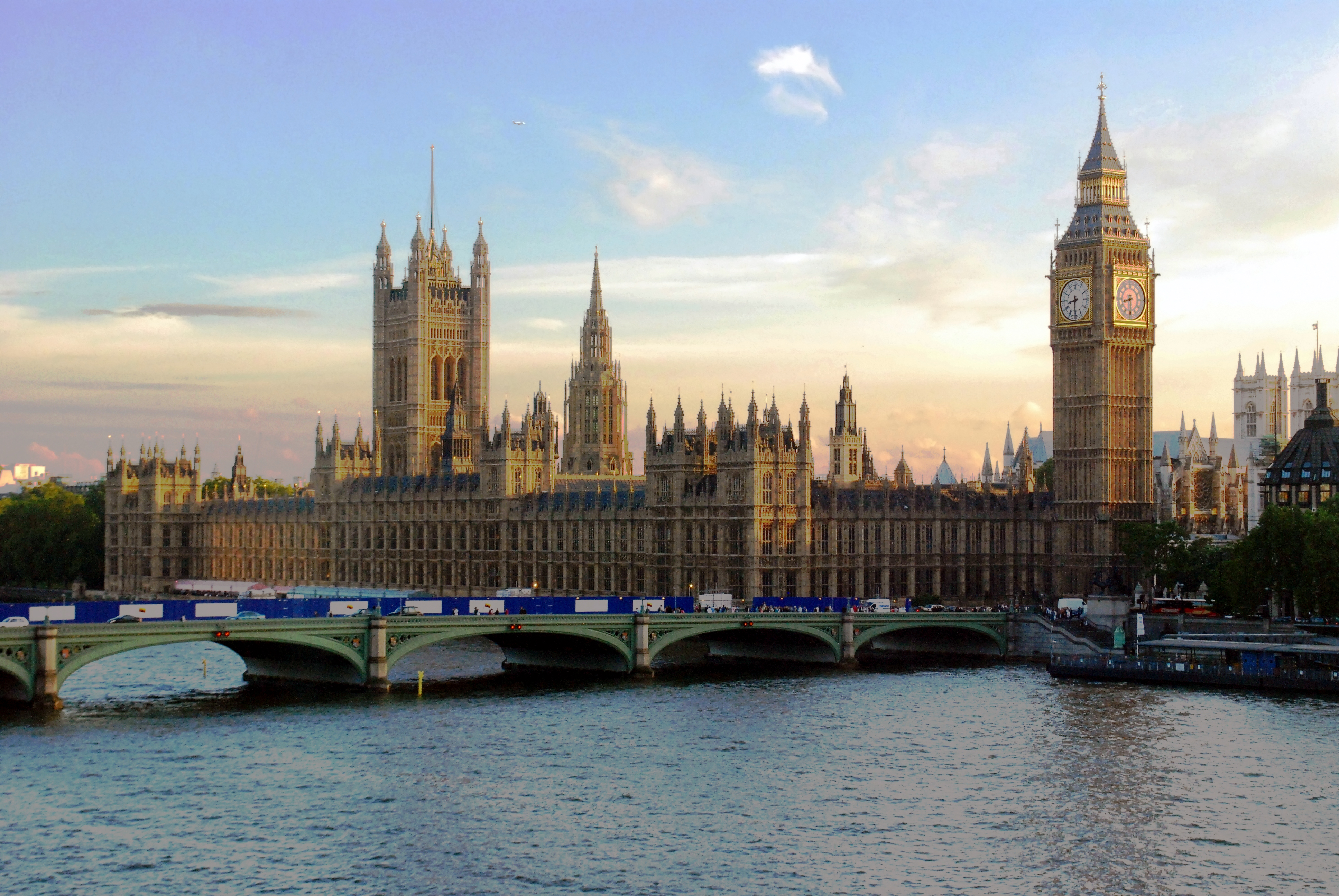
Parlamento británico

Una cámara legislativa es una asamblea deliberante dentro de un consejo legislativo o parlamento, que generalmente se reúne y vota aparte de otras cámaras del legislativo. Los legislativos son normalmente unicamerales, constando de solo una cámara, o bicamerales, que están compuestos de dos, pero hay ejemplos raros de tricamerales y tetracamerales.

## Bicameralismo

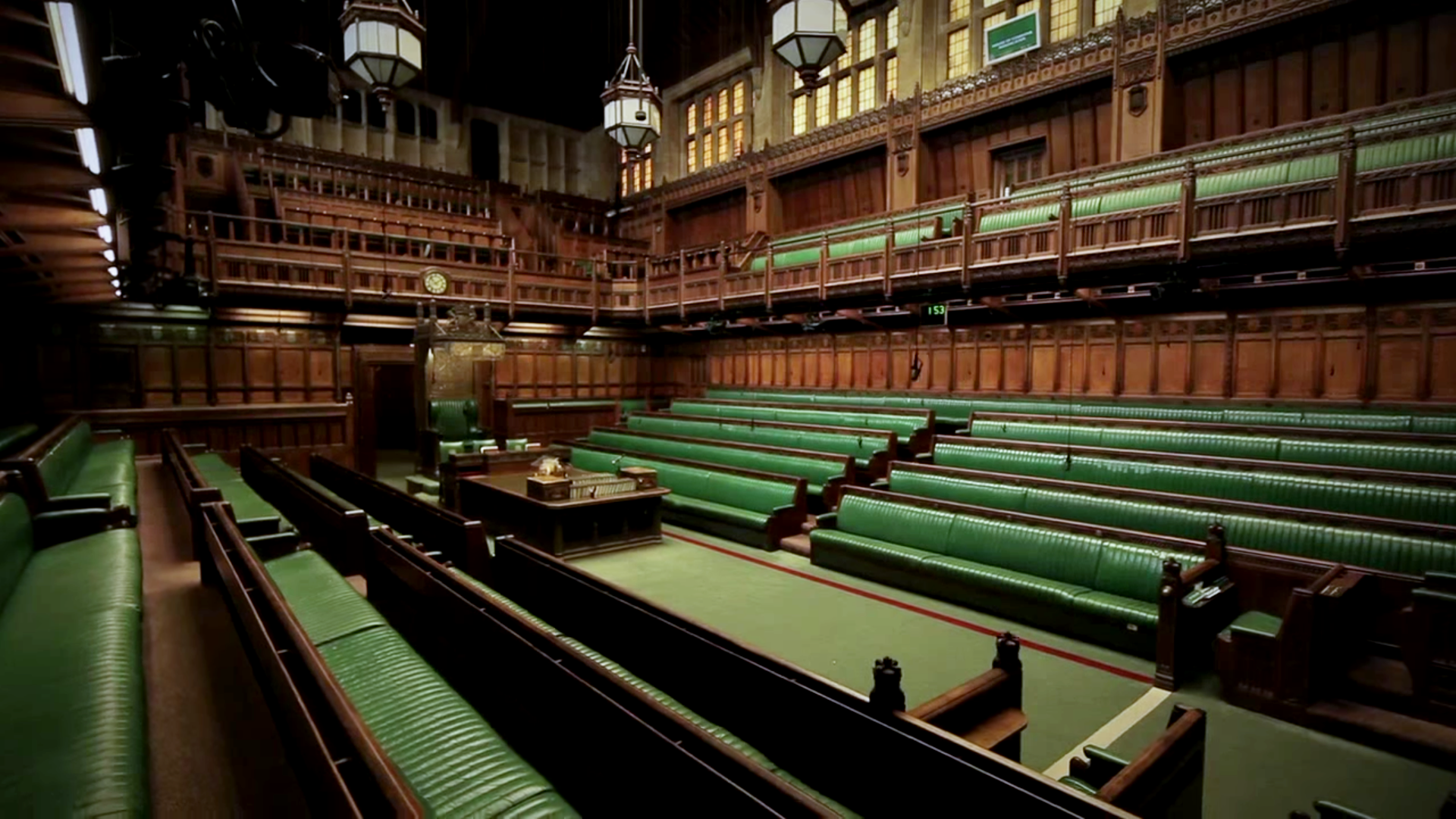
Cámara de los Comunes

En un legislativo bicameral, los dos cuerpos son a menudo denominados cámara alta y cámara baja, donde al último se le considera a menudo como el representante del pueblo. La cámara baja es casi siempre el originador de la legislación, y la cámara es el cuerpo  que ofrece la "segunda mirada" y decide vetar o aprobar las leyes. En la legislación de Reino Unido, puede originarse o iniciarse en cualquier cámara, pero la cámara baja finalmente puede prevalecer si las dos cámaras repetidamente discrepan. En más países la cámara baja también tiene control único o predominante sobre asuntos relacionados con  finanzas e impuestos.
La cámara baja de un parlamento está normalmente compuesta de al menos 100 miembros, en países con poblaciones por encima de 3 millones. El número de asientos raramente supera los 400, incluso en países muy grandes. Entre los  países con cámaras bajas grandes se encuentra Francia, donde la Asamblea Nacional tiene 577 miembros, México, donde la Cámara de Diputados tiene 500 miembros y Japón, donde la Cámara de Representantes tiene 475 miembros. 
La cámara alta de un parlamento habitualmente tiene de 20 a 200 asientos, pero casi siempre significativamente menos que la baja. En el Reino Unido aun así, la cámara baja (la Cámara de los Comunes) tiene 650 miembros, pero la cámara alta (la Cámara de los Lores o Señores) actualmente tiene ligeramente más miembros que la cámara baja, y en un algún momento (antes de la exclusión de la mayoría de los pares hereditarios) hubo considerablemente más.

## Unicameralismo

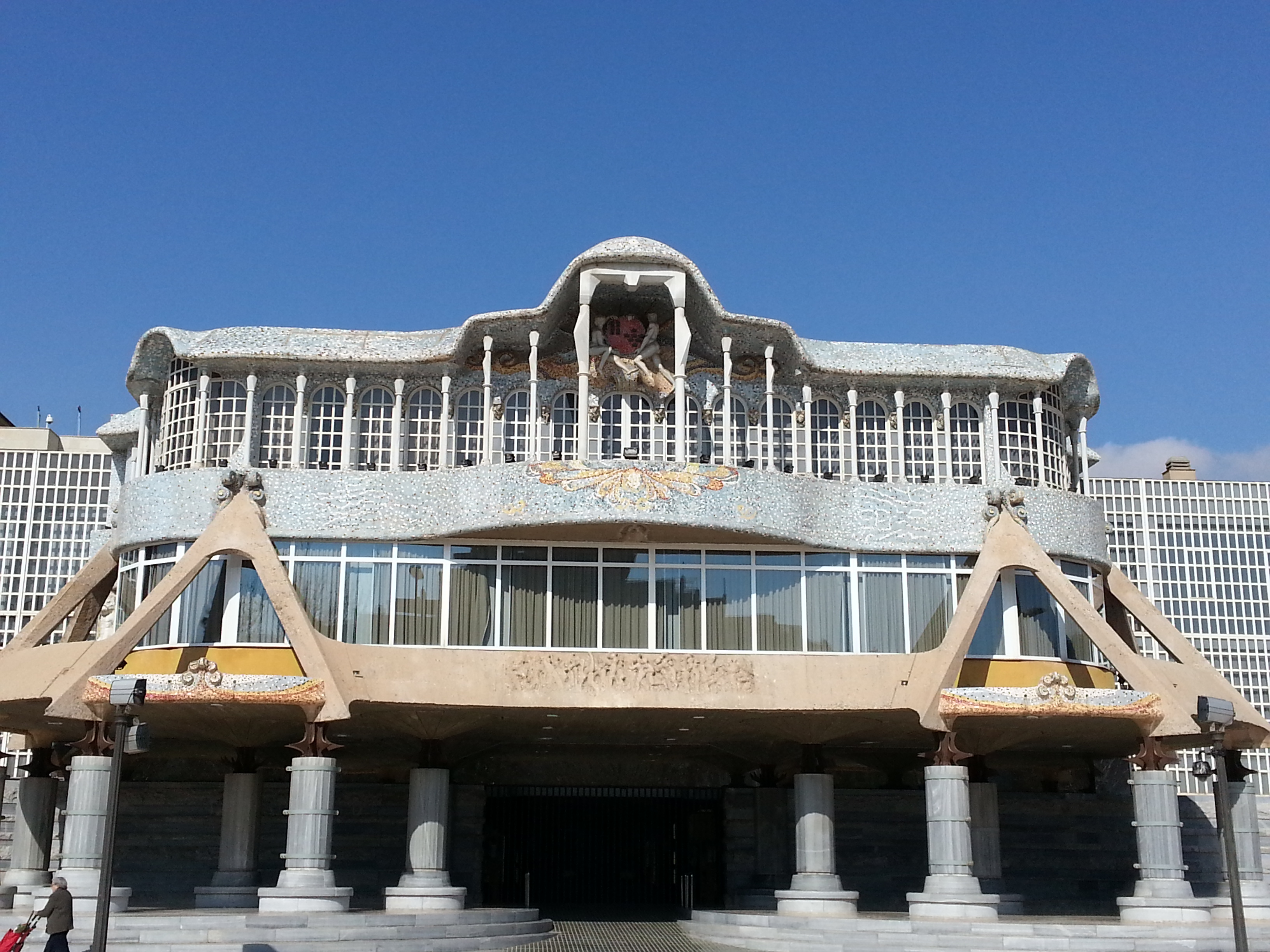
Asamblea Regional de Murcia, un parlamento unicameral.

En España, las Asambleas o Parlamentos de las comunidades autónomas, son unicamerales.

## Fusión de cámaras
Hasta 1953, el Rigsdag en Dinamarca estuvo dividida a dos cámaras, el "Folketing" y "Landsting", pero desde entonces se convirtió en unicameral.  Lo mismo ocurrió con Suecia, y su "Riksdag" hasta 1971. El parlamento noruego (Storting) fue oficialmente dividido en dos cámaras 1814-2009, pero funcionaba como una sola cámara en la práctica, una situación denominada unicameralismo cualificado.[cita requerida]

## Pleno y comisión
El Pleno o Piso es la denominación utilizada para la asamblea completa, y una Comisión es una pequeña asamblea deliberativa que está normalmente subordinada al piso. 
En el Reino Unido, España y otros países, cualquier cámara puede optar por considerar algún asunto para consideración detallada de una Ley en el Pleno de la Cámara, en vez de en Comité.

## Seguridad
El edificio que aloja las cámaras de un Parlamento está normalmente equipado con una policía interna y en algunos casos , la fuerza pública no tiene acceso sin autorización.